# Літтл Віллі Фостер
Літтл Ві́ллі Фо́стер (англ. Little Willie Foster), справжнє ім'я Ві́ллі Фо́стер (англ. Willie Foster; 20 квітня 1922, Дублін, Міссісіпі — 25 листопада 1987, Чикаго, Іллінойс) — американський блюзовий співак, виконавець на губній гармоніці, автор пісень.

## Біографія
Віллі Фостер народився 20 квітня 1922 року в Дубліні, штат Міссісіпі (дослідник Шелдон Гарріс наводить дату народження 5 квітня 1922 в Кларксдейлі). Син Мейджор Фостера і Роузі Браун. Виріс на плантації неподалік Кларксдейла (Міссісіпі). Його матір померла, коли йому було 5 років, а своє дитинство провів працюючи у полі. Його батько був місцевим музикантом і навчив його грати на фортепіано, а пізніше Фостер навчився грати на гітарі і губній гармоніці.
До 1942 року працював у Кларксдейлі, після чого переїхав до Чикаго, штат Іллінойс. Фостер почав грати на гармоніці у Чикаго, часто з Флойдом Джонсом, Лейзі Біллом Лукасом та кузенами Робертом Ерлом і «Бебі Фейс» Лероєм Фостером. Подружився також з Біг Волтером Гортоном, перейнявши його стиль гри на гармоніці. З середини 1940-х до середини 1950-х років Фостер регулярно виступав на Максфелл-стріт і клубах Чикаго. У 1955 році, Фостер, разом з Джонсом, Лукасом і Едді Тейлором, записав «Falling Rain Blues» і «Four Day Jump» на лейблі Blue Lake, дочірньому Parrot. У 1956 році Фостер разом з гуртом записав дві пісні на Cobra: «Crying the Blues» і «Little Girl». Невдовзі після цієї сесії був важко поранений пострілом в голову зі зброї однією жінкою під час вечірки. Через травму Фостер був частково паралізований, а його мова погіршилась.
6 січня 1974 року був заарештований у підозрі у вбивстві свого сусіда (про це заявив Флойд Джонс). Дії Фостера були визначені як самозахист через неосудність (враховуючи його травму голови). Був поміщений у психіатричну лікарню у 1975 році.
Помер 25 листопада 1987 року у віці 65 років від раку в Іллінойській психіатричній лікарні в Чикаго.

## Дискографія
- «Falling Rain Blues»/«Four Day Jump» (Blue Lake, 1955; Parrot, 1956)
- «Crying the Blues»/«Little Girl» (Cobra, 1957)